# ميك أش
ميك أش (بالإنجليزية: Mick Ash)‏ هو لاعب كرة قدم بريطاني، ولد في 4 سبتمبر 1943 في شفيلد في المملكة المتحدة. لعب مع أتلانتا تشيفز وسكونثورب يونايتد وشيفيلد يونايتد.